# Gateshead (Nouvelle-Galles du Sud)
Pour les articles homonymes, voir Gateshead.
Gateshead (3 546 habitants) est une localité située 12 km au sud du centre-ville de Newcastle sur la rive est du lac Macquarie en Nouvelle-Galles du Sud en Australie.
Elle abrite plusieurs établissements d'enseignement et une clinique.